# Давид Азулай
Давид Азулай (івр. דוד אזולאי; 5 травня 1954, Марокко — 30 жовтня 2018) — ізраїльський політик, та депутат кнесета (14, 15, 16, 17, 18, 19, 20 скликання), заступник міністра внутрішніх справ у двадцять дев'ятому уряді Ізраїлю.

## Біографія
Давид Азулай народився в Марокко, у 1963 році репатріювався до Ізраїлю. Середню освіту здобув в єшиві. У період з 1993 по 1996 рік він працював заступником мера, а потім мером окружного муніципалітету Нахаль Ірон. Протягом трьох каденцій був членом міської ради Акко.
За професією — вчитель. Проходив службу в Армії оборони Ізраїлю, був військовим санітаром. Член партії «ШАС». У 1996 році був вперше обраний в кнесет. Увійшов в ряд парламентських комісій (комісія з питань етики, комісія по боротьбі з наркотиками, комісії з освіти та культури, а також комісії по призначенню мусульманських суддів).
У уряді сформованому Аріелем Шароном у 2001 році зайняв пост заступника міністра внутрішніх справ Ізраїлю, займав цей пост з невеликою перервою (на півтора тижні партія «ШАС» покидала уряд).
Переобирався в кнесет 15-го, 16-го та 17-го скликань. У кнесеті 18-го скликання увійшов до складу фінансової комісії, комісії з економіки і комісії по призначенню мусульманських суддів. Був призначений головою комісії за зверненнями громадян. Після того продовжив роботу у 15-го, 19-му та 20-му скликанні.
Був одружений, жив в Акко, мав чотирьох дітей.